# Сибирский дед
Сибирский дед (груз. ციმბირელი პაპა) — исторический художественный фильм Георгия Калатозишвили, вышедший на экраны в 1974 году. Представляет собой биографический фильм об участнике Гражданской войны Несторе Каландаришвили.

## Сюжет
Фильм начинается с событий лета 1918 года: во время восстания белых офицеров в Иркутске анархист Нестор Каландаришвили собирает отряд и громит восставших. После ухода из города красных Каландаришвили (уважительно прозванный «Сибирским дедом») встаёт во главе партизанского отряда, а позднее назначается командующим войсками Якутии и Северного края. Выехав на ликвидацию отрядов якутских повстанцев, «Сибирский дед» попадает в засаду и погибает.

## В ролях
- Давид Абашидзе — Нестор Каландаришвили
- Пётр Колбасин — Постышев
- Гурам Пирцхалава — Михаил Асатиани
- Улдис Пуцитис — Строд
- Шота Габелая — Эстате
- Юрий Назаров — Антон Тихомиров
- Герман Юшко — Чубак
- Лев Дуров — Константин Филин
- Амиран Кадейшвили — Кура-Мухамед
- Отар Кипиани — Кирай
- Баадур Цуладзе — Никифор
- Жанна Прохоренко — Настя Сафронова
- Нана Пирвели — Христина
- Анатолий Адоскин — Алексей Рогов
- Анатолий Иванов — Сергей Дурасов
- Валерий Гатаев
- Вячеслав Гостинский — Яковлев
- Станислав Плотников
- Гия Бадридзе — белогвардеец
- Алексей Ванин — трактирщик
- Александр Вокач — офицер
- Анатолий Обухов — партизан
- Дмитрий Орловский — генерал
- Леонид Чубаров — доктор
- Борис Баташев — эпизод

## Критика
Историк Ю. Е. Кондаков посчитал невыразительным и фильм в целом, и образы белых офицеров в нём. Киновед К. Д. Церетели высоко оценила исполнение роли Нестора Каландаришвили Давидом Абашидзе, посчитав эту роль «одной из самых значительных работ» актёра.